# Kalevala (Rusland)
Kalevala (Russisch: Калевала) is een nederzetting met stedelijk karakter in de deelrepubliek Karelië, in het noordwesten van Rusland.
Het plaatsje ligt aan de noordoever van het meer Sredneje Koeito, 182 km ten westen van de stad Kem.
Tot 1963 heette deze plaats 'Oechta' (Ухта). In dat dorpje tekende de Finse schrijver Elias Lönnrot tussen 1828 en 1834 een mondeling overgeleverd verhaal op dat uiteindelijk aan de basis zou staan van het Finse nationale epos Kalevala. Dat was in 1963 de aanleiding om dit dorp te hernoemen tot Kalevala.